# Iglesia de Santa María la Mayor (Ronda)
La iglesia de Santa María la Mayor de Ronda (provincia de Málaga, España), elevada a la categoría de parroquia capitular por el rey Fernando el Católico, se levanta sobre la antigua mezquita aljama de la ciudad, obra del siglo XIII de la que aún se conservan restos del mihrab.

## Descripción
El comienzo de la construcción de esta iglesia debió de llevarse a cabo muy pronto tras la reconquista en 1486 de la plaza por las tropas cristianas; y en ella se distinguen dos estilos arquitectónicos diferentes, según las distintas etapas por la que pasó su ejecución a lo largo de los más de dos siglos que duraron las obras.

### Parte gótica
Así la parte primera perteneciente al gótico, corresponde básicamente a los pies del templo y marca la configuración definitiva de la iglesia. Esta consta de tres naves separadas por arcos apuntados que se apoyan sobre pilares fasciculados de capitel corrido. Son unos arcos muy abiertos que conforman un espacio amplio y diáfano interrumpido solo por el cuerpo del coro situado en el centro de la iglesia, dotado con sillería en madera tallada con figuras de santos en los respaldos y gran facistol en el centro. Esta parte se cubría inicialmente con un artesonado de madera, aunque en la actualidad presenta bóvedas semiesféricas sobre pechinas decoradas con cartelas, obra del siglo XVII.

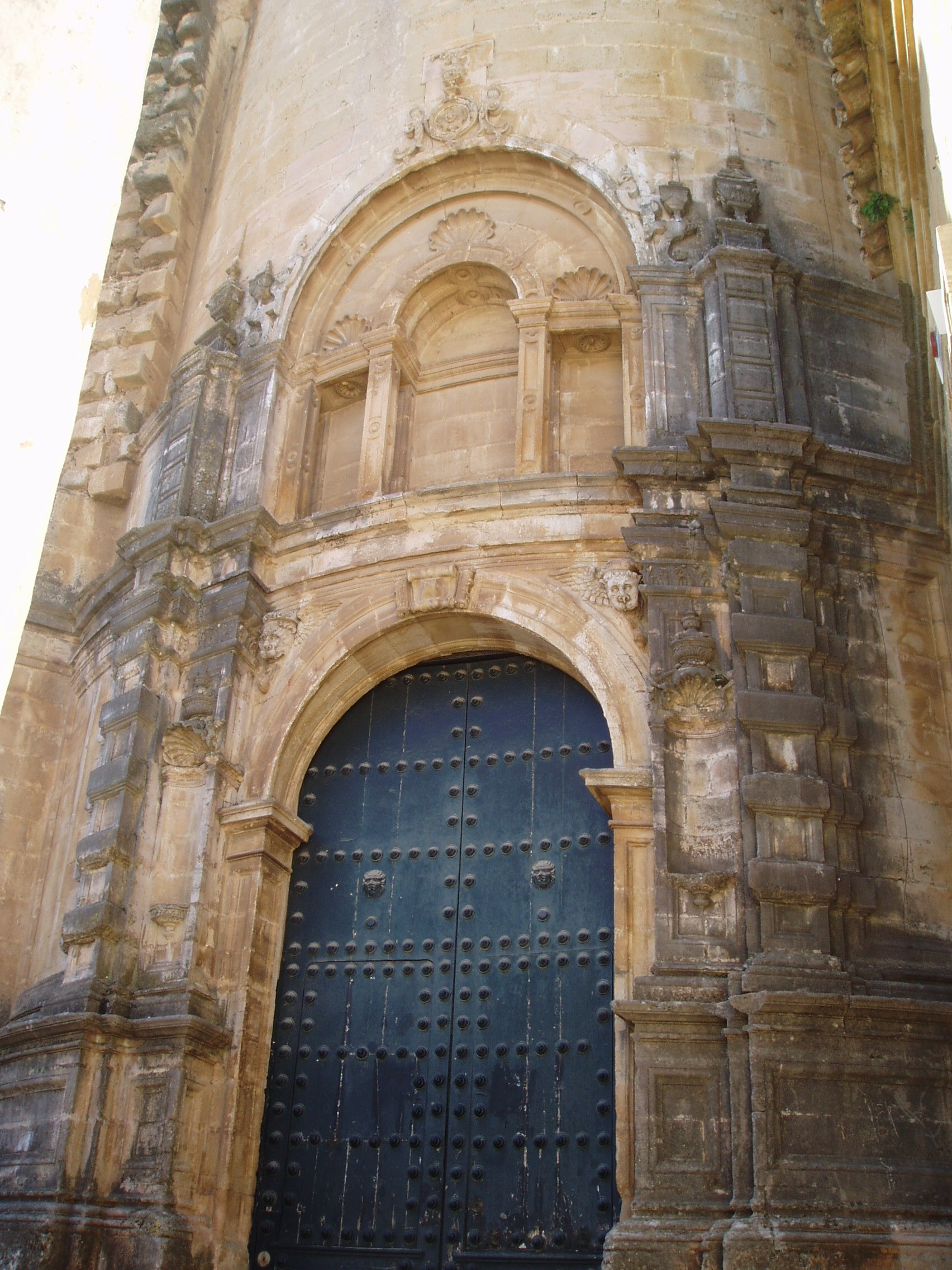
Puerta

### Parte manierista
La segunda parte o parte moderna corresponde a la cabecera de la iglesia y sustituye a la anteriormente existente destruida por un terremoto en el año 1580. Esta circunstancia posibilitó que su reconstrucción se realizara con una nueva configuración más monumental, ahora en estilo manierista; e incluso ganara altura con respecto a la parte gótica, en una serie de obras que no acabaron hasta aproximadamente el año 1720. 
La nueva obra continúa el esquema de la antigua, con un plano de unión en los últimos pilares góticos a los que se les adosan otros con columnas estriadas de alta base que primero recogen un sencillo arco triunfal con escudo imperial en la clave y luego se continúan hacia arriba acabando en vistosos capiteles corintios que recogen un entablamento con friso decorado con cartelas y cornisa muy volada.

### Exteriores

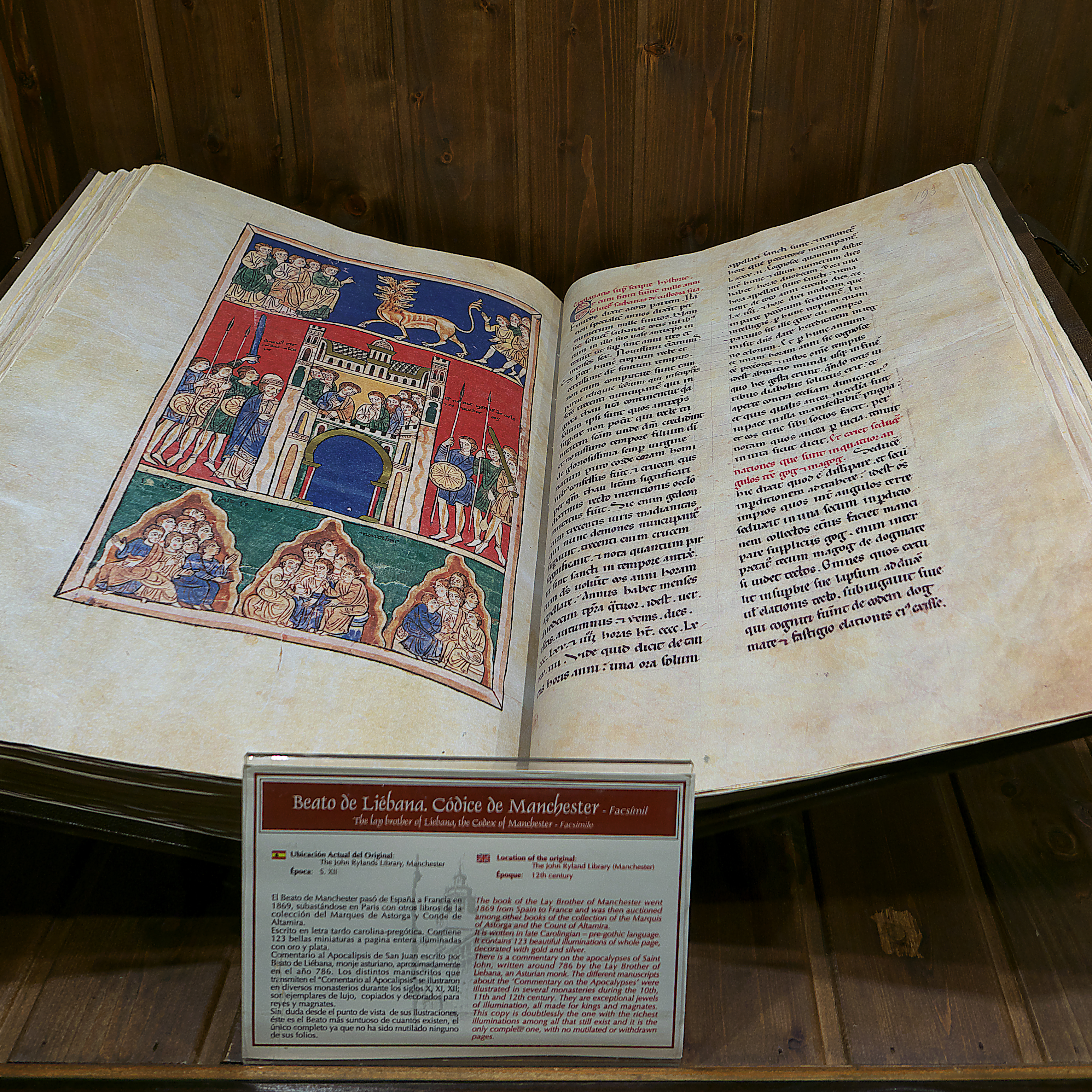
Facsímil de Beato de Manchester (John Rylands Library)

De su exterior sobresale su original fachada a los pies donde se ubica la torre, una magnífica pieza realizada en ladrillo y base cuadrada con cuerpos octogonales superiores rematados por tracería gótica con pináculos en los ángulos y cupulín del siglo XVI. Se levanta tras la destrucción en 1523 de la anterior por un rayo sobre el antiguo alminar de la mezquita, y a ella se le adosa a principios del siglo XVII una triple galería habilitada para posibilitar la visión de los espectáculos que se realizaban en la gran plaza a la que da frente. 
De los tres pisos de esta galería, el de planta baja queda formado por una arcada de medio punto realizada con ladrillo sobre finas columnas toscanas de alto basamento; mientras que los dos superiores son adintelados, también con columnas de piedra, quedando rematados por una cubierta de teja con inclinación mayor que la que ahora posee.

### Otros elementos
El altar mayor presenta un retablo de finales del siglo XVIII realizado en madera sin pintar y con columnas abalaustradas que se remata con una linterna. 
Bien de Interés Cultural, esta Iglesia de Santa María la Mayor de Ronda está catalogada como monumento, y así aparece publicado en la Gaceta de Madrid en 1931.